# Punta Argüello
Punta Argüello (en inglés: Point Arguello)
es un promontorio utilizado como sitio de lanzamiento por la Marina de los Estados Unidos. Punta Argüello fue utilizada por primera vez en 1959 para el lanzamiento de cohetes militares y de investigación. Fue transferido a la Fuerza Aérea de Estados Unidos en 1964, y en ese momento se convirtió en parte de la base de la fuerza aérea de Vandenberg.
Había seis plataformas de lanzamiento en Punta Argüello. Se encuentra al sur de la base de la fuerza aérea de Vandenberg, y fue llamada así por George Vancouver en honor de José Darío Argüello, un soldado fronterizo español que era comandante del Presidio de Santa Bárbara y gobernador interino de la Alta California.